# Cheilosia miyatakei
Cheilosia miyatakei är en tvåvingeart som beskrevs av Tokuichi Shiraki 1968. Cheilosia miyatakei ingår i släktet örtblomflugor, och familjen blomflugor. Inga underarter finns listade i Catalogue of Life.